# برسفورد، نیوبرانزویک
برسفورد، نیوبرانزویک (به انگلیسی: Beresford, New Brunswick) یک منطقهٔ مسکونی در کانادا است که در استان نیوبرانزویک واقع شده‌است. برسفورد ۴٬۳۵۱ نفر جمعیت دارد و ۵ متر بالاتر از سطح دریا واقع شده‌است.